# جيم سكاربورو
جيم سكاربورو (بالإنجليزية: Jim Scarborough)‏ هو لاعب كرة قدم بريطاني في مركز الهجوم، ولد في 10 يونيو 1931 في نوتنغهام في المملكة المتحدة، وتوفي في 6 نوفمبر 2019. لعب مع دارلينجتون إف سى ونادي سكاربورو ووست بروميتش ألبيون.